# 鏡山 (東広島市)
鏡山(かがみやま)とは、広島県東広島市の町名。本項では便宜上、隣接する鏡山北(かがみやまきた)についてもあわせて記述する。

## 概要
JR寺家駅の真南およそ4kmの場所に位置しており、北に下見、東に御薗宇、南と西に田口に面する。鏡山は東から順に一丁目から三丁目まで設定されており、うち一丁目と三丁目のみ住居表示が実施されている。鏡山二丁目、ならびに鏡山北は住居表示未実施である。
広島大学東広島キャンパスや広島中央サイエンスパーク など、学術、研究施設が集積している一方、住居や商業施設は極めて少ない。

## 交通

### 鉄道
過去から一貫して、町内に鉄道路線が通ったことはない。最寄り駅は西条駅（山陽本線、北東へ約4キロ）、東広島駅（山陽新幹線、南東へ約6キロ）など、いずれも距離がある。

### バス

#### 広島大学近辺
- 芸陽バス[4]
  - 西条駅－広島大学線 - 西条駅方面
  - 八本松駅－広島大学線 - 八本松駅方面
  - 東広島駅－広島大学線 - 東広島駅方面
- 中国JRバス[5] 西条線
  - 西条駅－広島大学線[注釈 1] - 西条駅方面
  - 八本松駅－広島大学線 - 八本松駅方面
  - 東広島駅－広島大学線 - 東広島駅方面
  - 西条駅－広島国際大学線 - 下見・西条駅方面 / 郷田・乃美尾・広島国際大学方面

広島国際大学に向かうバス以外は、広島大学の周囲に設置されている9つのバス停を反時計回りに経由するというルートをとっている。
広大中央口バス停や広島大学 学生会館前バス停（大学会館前バス停）から大阪方面・東京方面の夜行高速バスも発着する。
広大中央口バス停 - 大学会館前バス停
- 中国JRバス 広島ドリーム大阪号 - 大阪駅

広島大学 学生会館前バス停（大学会館前バス停近く）
- WILLER EXPRESS - 神戸三宮・USJ・大阪梅田
- JAMJAMライナー - 東京（バスタ新宿・秋葉原駅方面）

#### その他のバス路線
西条駅から西条農高前バス停を経由し、黒瀬支所前、広島国際大学、広駅を通って呉駅へ至る中国JRバスのバス路線 がある。

### 道路
- 国道375号 - 呉市広方面 / 山陽自動車道西条IC・東広島市福富町方面
- 広島県道67号馬木八本松線 - 東広島市西条町馬木・東広島呉自動車道馬木IC方面 / 東広島市八本松町方面
- ブールバール（東広島市道西条駅大学線） - 国道2号西条バイパス・広島県道195号西条停車場線・西条駅方面
- 広島県道331号下三永吉川線
- 広島県道332号吉川西条線

## 施設

### 鏡山一丁目
- 広島大学東広島キャンパス - 鏡山一丁目のほぼ全域を占める。キャンパス内施設については当該記事を参照されたい。

### 鏡山二丁目
- 鏡山公園 - 鏡山城跡が整備されてできた公園[9]。
- 池ノ上学生宿舎 - 広島大学の学生寮
- ががら職員宿舎 - 広島大学の職員寮

### 鏡山三丁目
- 広島中央サイエンスパーク - 酒類総合研究所や広島大学の産学連携施設の他、民間企業の研究施設などが集積している[3]。
- 広島県立西条農業高等学校
- サイエンスパーク前郵便局
- 東広島市立御薗宇幼稚園

### 鏡山北
- 広島大学附属幼稚園

## 教育
市立小・中学校に通う場合、学区は以下のようになる。町内に学区の境界が走っているため、居住場所に応じて以下の3通りの通学先がある。
- 三ツ城小学校(西条中央)→中央中学校(西条町下見)
- 郷田小学校(西条町郷曽)→向陽中学校(西条町大沢)
- 御薗宇小学校(西条町御薗宇)→松賀中学校(西条町御薗宇)

町内にある教育施設については#施設を参照されたい。

## 世帯数・人口
以下は2023年10月の数値である。
- 鏡山一丁目 - 46世帯、50人
- 鏡山二丁目 - 362世帯、531人
- 鏡山三丁目 - 139世帯、318人
- 鏡山北 - 43世帯、100人